# Rewolwer Ruger GP-100

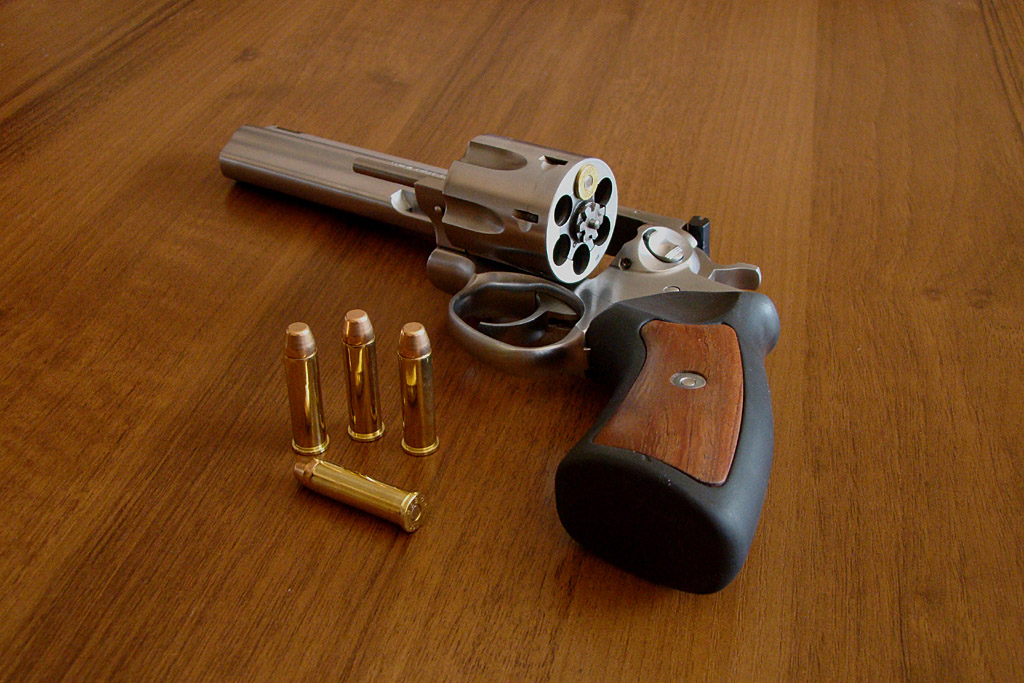
GP100 (model KGP-161) z wysuniętym bębnem i amunicją .357 magnum.

Ruger GP100 – linia amerykańskich rewolwerów na amunicję .357 Magnum produkowanych przez firmę Sturm, Ruger & Co. Obecnie w jej ramach produkowanych jest dziesięć modeli różniących się od siebie długościami lufy (3", 4", 5" i 6") oraz wykończeniem (oksyda, stal nierdzewna).
GP100 został wprowadzony do produkcji w roku 1985 jako następca modelu Security Six, szybko zyskując opinię bardzo udanej konstrukcji. Zaprojektowany jako rewolwer do samoobrony, ceniony również (w wersji z lufą 6") w sportach strzeleckich. Popularny jako broń osobista oficerów nowojorskiej policji.
Wszystkie wersje posiadają odchylany na lewo bęben 6-komorowy, łuski usuwane za pomocą rozładownika gwiazdkowego. Podobnie jak każdy rewolwer na nabój .357 Magnum, GP100 może również strzelać amunicją .38 Special w jej dowolnej wersji. Mechanizm kurkowy z samonapinaniem. Szczerbinka jest regulowana w pionie i poziomie.
GP100, jak i inne modele producenta, posiada szkielet stanowiący w całości jeden element. Cecha ta odróżnia rewolwery Rugera od produktów konkurencyjnych S&W i Colta. Rozwiązanie to zapewnia większą wytrzymałość i trwałość broni, co ma znaczenie zwłaszcza przy używaniu silnej amunicji magnum. Skutkiem tego jest utrwalona w USA opinia o rewolwerach Rugera jako "broni na pokolenia".